# Stazione di Ostia Antica
La stazione di Ostia Antica è una stazione ferroviaria della ferrovia Roma-Lido posta nell'omonimo quartiere a poca distanza dagli scavi di Ostia.

## Storia

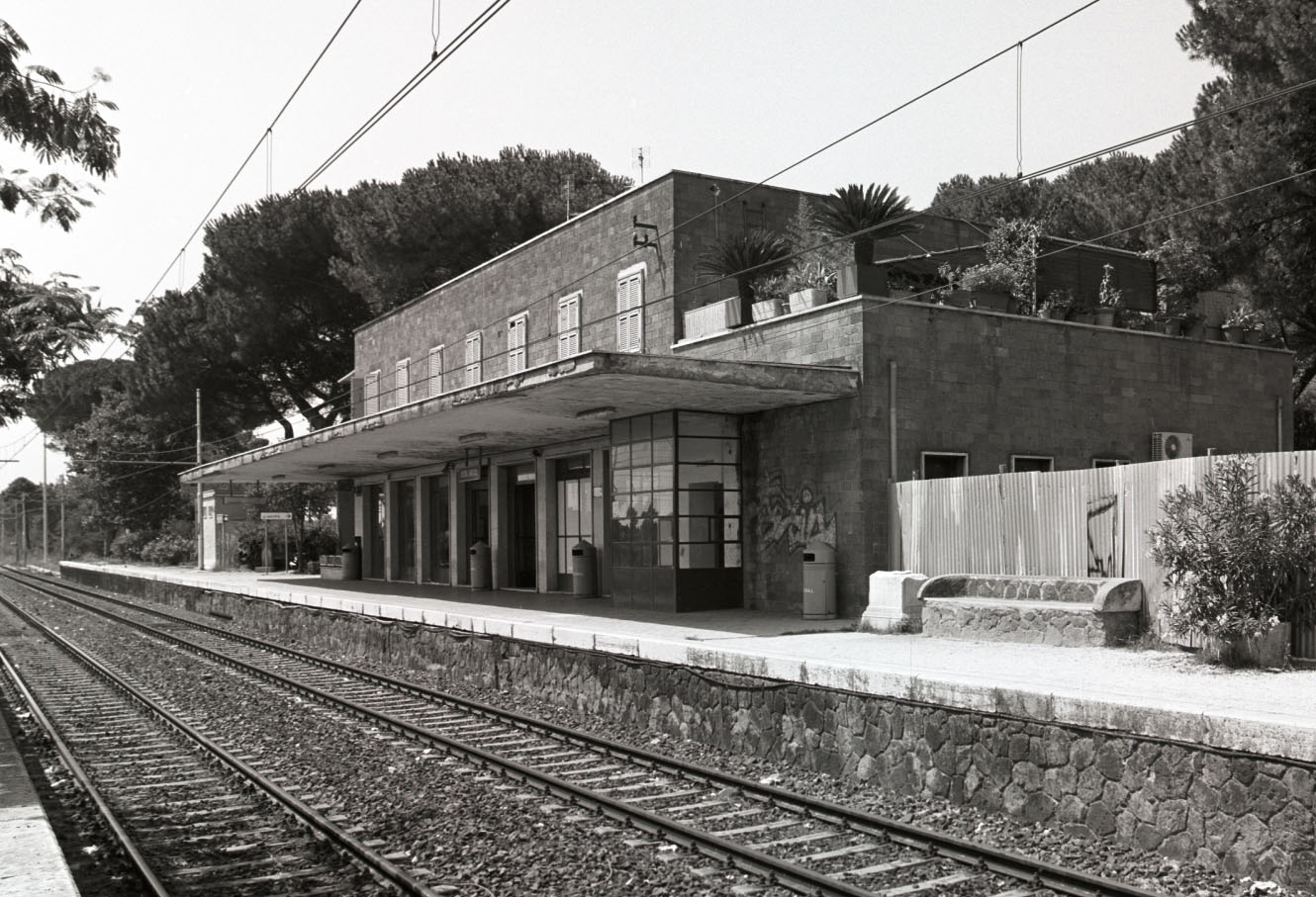
La stazione di Ostia Antica costruita negli anni 1950

Inaugurata come una delle prime stazioni sulla ferrovia Roma-Lido il 10 agosto 1924, la stazione era stata denominata Ostia Scavi per richiamare l'attenzione sull'attrattiva archeologica della vicina città antica di Ostia. Nonostante ciò nell'orario ferroviario di quel giorno, la stazione era indicata come "Ostia", visto che l'unica altra stazione nell'omonima frazione era stata denominata "Marina di Ostia".
Il fabbricato viaggiatori originale fu distrutto durante la seconda guerra mondiale ed è stato ricostruito negli anni '50.
Nel 2019 la stazione e gli scavi sono stati particolarmente criticati per la loro inaccessibilità alle persone con disabilità motorie.

## Servizi
- Biglietteria a sportello
- Biglietteria automatica
- Sala d'attesa
- Servizi igienici

## Interscambi
- Fermata autobus (linee ATAC e Roma TPL)